# Zuzana Rehák-Štefečeková
Zuzana Rehák-Štefečeková (ur. 15 stycznia 1984 w Nitrze) – słowacka strzelczyni, trzykrotna medalistka olimpijska, mistrzyni świata.
Dwukrotna wicemistrzyni olimpijska z Pekinu (2008) i Londynu (2008) w konkurencji trap kobiet. W 2007 roku została mistrzynią uniwersjady, a w 2010 roku mistrzynią świata. Jest obecną rekordzistką świata w trapie kobiet (wraz z czterema innymi zawodniczkami).
W 2021 roku, na rozgrywanych w Tokio letnich igrzyskach olimpijskich, wywalczyła złoty medal w konkurencji trap i jednocześnie wynikiem 43 punktów ustanowiła olimpijski rekord w tej konkurencji.

## Występy na igrzyskach olimpijskich
| Konkurencja | 2008          | 2012          | 2020         |
| ----------- | ------------- | ------------- | ------------ |
| Trap        | Srebro 89 pkt | Srebro 93 pkt | Złoto 43 pkt |

## Nagrody
- W 2018 roku otrzymała Krištáľové krídlo[2]